# Блинов, Борис Владимирович (актёр)
Бори́с Влади́мирович Блино́в (6 (19) апреля 1909, Санкт-Петербург — 13 сентября 1943, Алма-Ата) — советский актёр театра и кино, заслуженный артист РСФСР (1935).

## Биография
Родился в Санкт-Петербурге. С 1929 года — актёр Ленинградского ТЮЗа, с 1936 года — Нового ТЮЗа, где с ним работал Борис Зон.
Завоевал популярность после выхода на экраны фильма «Чапаев», в котором он сыграл роль Фурманова.
В 1940 году начал сниматься в фильме «Политрук Колыванов» режиссёра Арманда об армейских буднях, о взаимоотношениях комиссара и солдат-новобранцев. Фильм снимался в Хибинах в Мурманской области. Эта картина не была завершена, так как сценарий был признан некачественным Управлением пропаганды и агитации ЦК ВКП(б).
Летом 1941 года выехал в эвакуацию в Алма-Ату.
Борис Блинов снимался в картине «Жди меня» в Алма-Ате, в годы Великой Отечественной войны. К тому времени, когда работа Блинова в картине подходила к концу, в перенаселённой из-за эвакуации Алма-Ате вспыхнул брюшной тиф. Актёр оказался среди заболевших, но отчаянно боролся с болезнью и продолжал работать, чтобы закончить картину. Съёмки были закончены, и Блинов слёг. Он умер через несколько дней после премьеры фильма.
Умер 13 сентября 1943 года в Алма-Ате от тифа, похоронен на Центральном кладбище города.

## Семья
Женой Бориса Блинова с 1933 по 1942 год была актриса Юлия Николаевна Предтеченская (1916—1999), во втором браке Шемякина, мать известного художника.

## Награды и звания
- Орден «Знак Почёта» (1939)[5]
- Заслуженный артист РСФСР (1935)

## Творчество

### Роли в театре

#### Ленинградский ТЮЗ
- «Винтовка № 492116» А. Крона — красноармеец[6]
- «Сон в летнюю ночь» У. Шекспира — ткач Основа[6]

#### Новый ТЮЗ
- «Снегурочка» А. Н. Островского — Мизгирь[6]
- «Сказка о попе и о работнике его Балде» А. С. Пушкина — Балда[6]
- «Правда хорошо, а счастье лучше» А. Н. Островского — Сила Грознов[6]
- «Разбойники» Фр. Шиллера — Карл Моор[6]
- «Музыкантская команда» Д. Дэля — солдат Чулковский[6]

### Фильмография
- 1934 — Чапаев — Фурманов
- 1934 — Юность Максима —  политзаключёный (нет в титрах)
- 1935 — Подруги — раненный комиссар
- 1937 — Волочаевские дни — Бублик
- 1937 — Большие крылья
- 1938 — Выборгская сторона — матрос Железняк
- 1939 — Четвёртый перископ — Владимир Крайнев
- 1939 — Член правительства — секретарь райкома
- 1940 — Политрук Колыванов (не был завершён) — Колыванов
- 1940 — Яков Свердлов — матрос Железняк
- 1941 — Фронтовые подруги — Андрей Морозов
- 1941 — Боевой киносборник № 2 — Морозов
- 1941 — Старая гвардия
- 1942 — Непобедимые — Гриша Бондарец, военмор
- 1942 — Убийцы выходят на дорогу — Тео
- 1942 — Боевой киносборник № 12 — командир партизанского отряда
- 1943 — Фронт — гвардии сержант Остапенко
- 1943 — Воздушный извозчик — полковник Сергеев
- 1943 — Жди меня — Николай Ермолов